# Scituate (Massachusetts)
Scituate es un pueblo ubicado en el condado de Plymouth en el estado estadounidense de Massachusetts. En el Censo de 2010 tenía una población de 18.133 habitantes y una densidad poblacional de 219,98 personas por km².

## Geografía
Scituate se encuentra ubicado en las coordenadas 42°12′20″N 70°44′36″O / 42.20556, -70.74333. Según la Oficina del Censo de los Estados Unidos, Scituate tiene una superficie total de 82.43 km², de la cual 45.66 km² corresponden a tierra firme y (44.6%) 36.76 km² es agua.

## Demografía
Según el censo de 2010, había 18.133 personas residiendo en Scituate. La densidad de población era de 219,98 hab./km². De los 18.133 habitantes, Scituate estaba compuesto por el 96.1% blancos, el 0.57% eran afroamericanos, el 0.08% eran amerindios, el 0.75% eran asiáticos, el 0.04% eran isleños del Pacífico, el 1.17% eran de otras razas y el 1.29% pertenecían a dos o más razas. Del total de la población el 1.05% eran hispanos o latinos de cualquier raza.